# 图勒圣克鲁瓦
图勒圣克鲁瓦（法語：Toulx-Sainte-Croix，法語發音：[tul sɛ̃t kʁwa]）是法国克勒兹省的一个市镇，属于盖雷区。

## 地理
图勒圣克鲁瓦（46°17'5"N, 2°12'49"E）面积35.05 平方千米，位于法国新阿基坦大区克勒兹省，该省份为法国中部省份，位于法國中央高原西北部，北起安德尔省和谢尔省，西接维埃纳省，南至科雷兹省，东临多姆山省，东北与阿列省接壤。
与图勒圣克鲁瓦接壤的市镇（或旧市镇、城区）包括：博尔圣乔治、克吕尼亚、拉沃弗朗什、马勒雷布萨克、圣西尔万巴勒罗克、圣西尔万苏图勒、特鲁瓦丰。

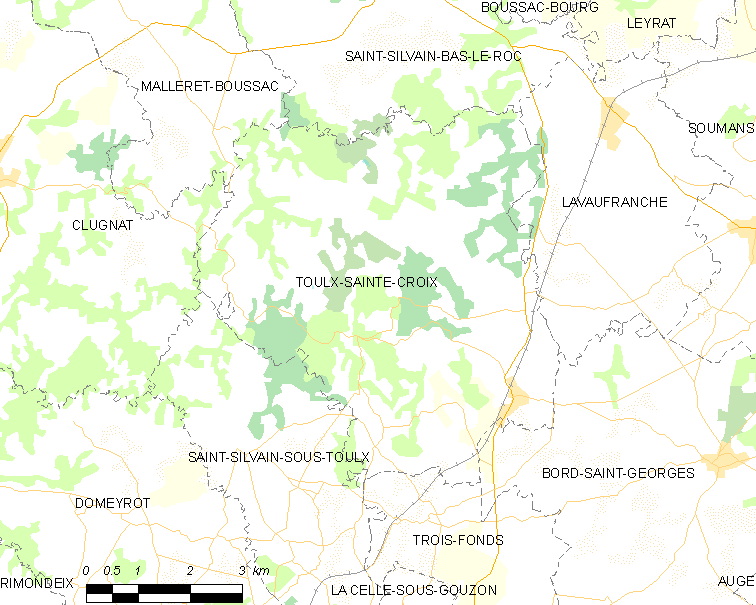
图勒圣克鲁瓦的OSM定位图

图勒圣克鲁瓦的时区为UTC+01:00、UTC+02:00（夏令时）。

## 行政
图勒圣克鲁瓦的邮政编码为23600，INSEE市镇编码为23254。

## 政治
图勒圣克鲁瓦所属的省级选区为布萨克县。

## 人口

1962-2008年间图勒圣克鲁瓦人口变化图示

图勒圣克鲁瓦于2022年1月1日时的人口数量为252人。